# فایربال ۵۰۰
فایربال ۵۰۰ (انگلیسی: Fireball 500) فیلمی در ژانر کمدی به کارگردانی ویلیام اشر است که در سال ۱۹۶۶ منتشر شد. از بازیگران آن می‌توان به فرانکی آوالون، آنت فونیچلو، فابیان فورته، و چیل ویلز اشاره کرد.